# Митрофан Довгалевський
Довгалевський Митрофан, світське ім'я Михайло (дата та місце нар. і см. невідомі) — український учений та письменник першої половини XVIII ст. Автор теоретичної праці «Сад поетичний» (1736) про літературу барокової доби.

## Біографія
Соціальне походження невідоме. До 1732 р. навчався в Києво-Могилянській Академії, де записав курс риторики професора І. Негребецького (1722 р.) та курс філософії І. Левицького (1723 р.). В 1733 р. прийняв чернечий постриг і став професором Києво-Могилянської академії. Протягом 1735/1736 навчального року викладав в класі синтаксими курс «Система синтаксису». Рукописний текст цього курсу, складений латинською, польською та українською мовами, містив зокрема різноманітні вправи та домашні завдання, лекції, переклади античних байок та ін.
Останні роки життя Довгалевський провів у Київському Михайлівському Золотоверхому монастирі, де, ймовірно, й помер. Похований в Києві, на цвинтарі Київського Братського монастиря і Києво-Могилянської академії.

## Творчість
У 1736 р. Довгалевський, викладаючи у класі поетики Києво-Могилянської академії, пише теоретичну працю під назвою «Сад поетичний, вирощений задля збирання квітів і плодів віршованого і прозового слова в Київській Могильно-Зборовській академії для більшої користі українському садівникові і його Православній Батьківщині біля Йорданського і Марійського морів у році, у якому особливо чудове місце дало наказ [здобути] зброєю Озов, 1 вересня 1736 року». «Сад поетичний» Довгалевського став одною з найґрунтовніших праць першої половини XVIII ст. з теорії поезії. Перша частина містить тлумачення, зразки античного, польського та українського віршування, друга присвячена риториці.
В поетиці Довгалевського знайшли відображення теоретичні засади літератури барокової доби. Довгалевському належить також компендіум «Ключ для достойного вступу молодим поетам…», у якому викладені основні принципи поетичної теорії.
Як письменник Довгалевський проявив себе в написанні двох шкільних драм. Перша з них — різдвяна «Коміческое дєйствіе», розповідає про народження Христа, прихід волхвів до царя Ірода, побиття дітей та покарання Ірода. Друга — великодня «Властотворный образ человъколюбия Божія» (1737 р.), присвячена створенню людини, вигнанню її з раю та поверненню праведників з пекла. Драми були поставлені відповідно 25 грудня 1736 р. та 10 квітня 1737 р.
Інтерес дослідників пригортають гумористичні інтермедії на соціально-побутову тематику (по 5 до кожної драми), що були написані тодішньою українською мовою близькою до народної. Героями інтермедій є характерні персонажі того часу — астролог, циган, білорус, селяни, козаки, москалі, поляки, чий політичний гніт особливо підкреслюється. Авторство інтермедій становить дискусійне питання. Не виключено, що вони належать одному з учнів Довгалевського, ймовірно С. Лебединському.
Ряд дослідників приписують перу Довгалевського «Кант благодарственной преосвященнійшому нашому Кіевскому Рафаїлу за новоустроенія училища в Кіевъ».
Твори Довгалевського, насамперед «Сад поетичний», справили значний вплив на формування української естетико-літературної культури. Довгалевський першим серед київських професорів сформулював теоретичні засади української поетичної творчості.